# Nigel Doughty
Nigel Edward Doughty (Newark-on-Trent, 10 giugno 1957 – Skillington, 4 febbraio 2012) è stato un imprenditore inglese, cofondatore e co-presidente della Doughty Hanson & Co, una società europea di private equity con sede a Londra, oltre ad essere stato il presidente della squadra inglese di calcio del Nottingham Forest.
Nel 1985 Doughty e Richard Hanson iniziano la loro collaborazione nell'ambito degli investimenti europei che li porterà alla fondazione della Doughty Hanson & Co. Doughty prende la laurea alla Cranfield University nel 1984, entrando successivamente nel 2004 nella lista dei Distinguished Alumnus della Cranfield School of Management. Nel 2006 Doughty ha donato parte della propria fortuna per permettere la costruzione del Doughty Centre for Corporate Responsibility presso la stessa Cranfield School of Management. È inoltre stato presidente del Cranfield Trust. Doughty è stato anche curatore della Doughty Family Foundation e della Doughty Hanson Charitable Foundation.
Nigel Doughty è stato assistente tesoriere del Partito Laburista e presidente della policy review della Small Business Taskforce. Doughty è stato un membro del Forum economico mondiale di Davos.
Doughty ha preso il controllo del Nottingham Forest nel 1999, acquistandolo per 11 milioni di sterline. Dopo l'addio di Steve McClaren nell'Ottobre 2011, Doughty annuncia la sua decisione di lasciare la carica di presidente del Nottingham Forest alla fine della stagione 2011-12 di Championship. Il figlio di Nigel Doughty, Michael, è un calciatore professionista.
Il 4 Febbraio 2012 Doughty viene trovato morto nella palestra della sua casa a Skillington, nel Lincolnshire. Doughty è stato colpito dalla sindrome della morte cardiaca improvvisa (SADS).